# 亚历山德拉·安德烈耶芙娜·安东诺娃
亚历山德拉·安德烈耶芙娜·安东诺娃（羅馬化：Aleksandra Andreyevna Antonova；1932年5月5日—2014年10月8日），俄罗斯基尔丁萨米语教师、作家、诗人和翻译家。安东诺娃是一位活跃的基尔丁萨米语言实践者，参与了基尔丁萨米官方书面语言的编写工作，该书面语自1980年代开始通用起来。她是多本基尔丁萨米语教科书以及基尔丁萨米语和俄语小说的作者。2012年，她与尼娜·阿法纳西耶娃一起荣获戈莱吉耶拉奖。